# Принцесса Клевская
«Принцесса Клевская» (фр. La Princesse de Clèves) — исторический роман на французском языке, впервые опубликованный анонимно в Париже в марте 1678 года. Последующие издания выходили под именем автора: мадам де Лафайет. Роман стоит у истоков европейской традиции психологического романа. Его действие происходит при дворе Генриха II Валуа с октября 1558 по ноябрь 1559 года. Русский перевод появился в 1959 году.

## Характеристика
Работа над романом, действие которого разворачивается во времена Генриха II, началась около 1672 года; ещё до публикации он стал известен публике в списках, а сразу же по выходе в свет на страницах журнала «Меркюр Галан» развернулось бурное его обсуждение. Книгу упрекали в неестественном изображении переживаний героев, в плагиате, а главное — в «нерегулярности», несоответствии нормативной эстетике классицизма.
За исключением главной героини, все персонажи романа — исторические лица. Основную сюжетную интригу составляет история незаконной любви принцессы Клевской (прототип — Франсуаза де Роган) к герцогу Жаку Немурскому (двоюродный брат короля Франциска I). От других литературных произведений XVII века роман выгодно отличают психологизм и реалистичность описаний.
Лишь со временем читатели по достоинству оценили новаторский характер романа, глубоко психологическую трактовку вполне традиционного «любовного треугольника», искусное соединение бытовой обыденности и высокой символики (отзвуки легенды о Тристане и Изольде). В книге встречается немало максим в духе Ларошфуко, а также ощутимо влияние идей янсенизма и Паскаля; финал её читается как протест по отношению к светской системе ценностей.

## Экранизации
В 1961 году роман был экранизирован Жаном Деланнуа по сценарию Жана Кокто. Главную роль сыграла Марина Влади, роль принца Клевского — Жан Маре. Имеются также вольные экранизации, осуществлённые известными режиссёрами: «Письмо» (реж. Мануэл де Оливейра, 2000), «Верность» с Софи Марсо (реж. Анджей Жулавский, 2001) и «Прекрасная смоковница» с Луи Гаррелем (реж. Кристоф Оноре, 2008).

## Всплеск интереса к роману
В 2009 году в ходе дебатов о будущем системы французского образования президент Николя Саркози привёл в качестве примера оторванности системы образования от практики тот факт, что вопросы по содержанию «Принцессы Клевской» входят в программу экзамена на замещение государственных должностей. Противники реформы ответили на это публичными чтениями отрывков из романа. Эти события привели к росту продаж книги.

## Иллюстрации
| - Иллюстрации С. С. Соломко (1925) - Мадемуазель де Шартр у ювелира. Принц Клевский замечает её (часть I) - Мадам де Шартр даёт принцессе Клевской строгие наставления перед своей кончиной (часть I) - Герцог Немурский разговаривает с принцессой Клевской в её спальне (часть II) - Художник работает над портретом принцессы Клевской. Сзади стоит герцог Немурский (часть II) - Принцесса Клевская признается мужу в любви к герцогу Немурскому (часть III) - Разговор герцога Немурского с принцессой Клевской в салоне королевы-дофины (часть III) - Герцог Немурский тайно наблюдает за принцессой Клевской в Коломье (часть IV) - Принцесса Клевская застаёт герцога Немурского на скамейке в саду (часть IV) |